# Nilomantini
Nilomantini – plemię modliszek z rodziny Nanomantidae i podrodziny Hapalomantinae.

## Morfologia i zasięg
Modliszki o ubarwieniu z dominacją odcieni zieleni i nieintensywnej żółci. Tułów ma przedplecze zaopatrzone w kil i wyraźnie wykształcone rozszerzenie. Samcze genitalia cechują się fallomerem brzusznym o stożkowatym lub wydłużonym wyrostku dystalnym wtórnym środkowym i, z wyjątkiem rodzaju Hyalomantis, uwstecznionym wyrostku dystalnym wtórnym bocznym. Apofiza falloidalna zazwyczaj jest ząbkowana lub guzkowana.
Przedstawiciele plemienia występują w krainach etiopskiej i madagaskarskiej, przy czym więcej rodzajów zamieszkuje tę ostatnią.

## Taksonomia
Takson ten wprowadzony został w 2002 roku przez Reinharda Ehrmanna i Rogera Roya jako podrodzina Nilomantinae w obrębie rodziny Iridopterygidae. W systemie Christiana J. Schwarza i Rogera Roya podrodzinę tę zdegradowano do rangi plemienia, jednego z dwóch w podrodzinie Hapalomantinae w obrębie Nanomantidae.
Do plemienia należy 26 opisanych gatunków, sklasyfikowanych w dziewięciu rodzajach:
- Chloromantis Kaltenbach, 1998
- Cornucollis Brannoch et Svenson, 2016
- Enicophlebia Westwood, 1889
- Hyalomantis Giglio-Tos, 1915
- Ilomantis Giglio-Tos, 1915
- Melomantis Giglio-Tos, 1915
- Negromantis Giglio-Tos, 1915
- Nilomantis Werner, 1907
- Platycalymma Westwood, 1889